# Lech Przyborowski
Lech Przyborowski (ur. 29 stycznia 1926 w Tyszowcach, zm. 22 grudnia 2017 w Lublinie) – polski farmaceuta, profesor nauk farmaceutycznych, specjalizujący się w chemii leków.

## Życiorys
Pochodził z rodziny farmaceutów. W 1944 roku ukończył Gimnazjum i Liceum w Siedlcach, a następnie podjął studia na Wydziale Przyrodniczym UMCS. Po utworzeniu w 1945 roku Wydziału Farmaceutycznego na UMCS (dopiero w 1950 wyodrębniono z UMCS Akademię Medyczną) przeniósł się na ten wydział i ukończył go w 1949 roku, jako jeden z pierwszych sześciu absolwentów.
Od II roku studiów pracował jako młodszy asystent w Zakładzie Chemii Farmaceutycznej, z którym związał całe swoje życie naukowe. Pracował tam w latach 1950–1956 jako starszy asystent, następnie do 1969 jako adiunkt, a następnie do 1972 jako docent. W 1978 roku awansował na stanowisko profesora nadzwyczajnego, a w 1989 roku uzyskał tytuł profesora i stanowisko profesora zwyczajnego.
W 1960 roku obronił dysertację doktorską Badanie chemiczne ziela sasanki łąkowej (Pulsatilla Pratensis Mill.). 8 lat później habilitował się na podstawie rozprawy Badanie kompleksów miedziowych amidów i tioamidów kwasów aminowielokarboksylowych.
Od 1957 do 1960 pełnił obowiązki kierownika Katedry Chemii Farmaceutycznej AM w Lublinie, a następnie od 1972 do 1985 kierował Zakładem Analizy Leków AM, funkcjonującym w ramach Instytutu Analizy i Technologii Farmaceutycznej AM. Po likwidacji instytutów kierował połączoną Katedrą i Zakładem Chemii Leków aż do przejścia na emeryturę.
Dwukrotnie (1972–1981 oraz 1984–1987) pełnił funkcję Dziekana Wydziału Farmaceutycznego.
Autor ponad 100 prac naukowych, licznych monografii Farmakopei Polskiej V, promotor 3 prac doktorskich, ponad 100 prac magisterskich, recenzent ponad 30 prac doktorskich i ponad 15 przewodów habilitacyjnych.
Wieloletni członek Komitetu Nauk o Leku PAN.

## Życie prywatne
Ojciec Anny Przyborowskiej-Klimczak, profesor nauk prawnych.